# 外国薪酬条款
外國薪酬條款（英語：Foreign Emoluments Clause）是依據《美利堅合眾國憲法》第一條第9節之第8款所制定的規範。 依據此條款，可禁止美國聯邦政府授予貴族頭銜；並限制聯邦政府成員在未經美國國會許可下不得接受外國政府及君主所給予的禮物、報酬等。本條款也被稱為“貴族頭銜條款（Titles of Nobility Clause）”，制定的目的在於避免美國聯邦官員受到外國腐敗的影響。在美國憲法第一條第10節中也通過“契約條款”的內容來限制聯邦政府授予貴族頭銜；而在廣義上，美國憲法第四條第4節的“共和政體保證條款”也加強了這一禁令。

## 條款全文
|                                        | 合眾國不得頒發任何貴族爵位：凡是在合眾國政府擔任有俸給或有責任之職務者，未經國會許可，不得接受任何國王、王子或外國的任何禮物、薪酬、職務或爵位。 |
| ——《美利堅合眾國憲法》第一條第9節第8款 | |

## 制定歷史
美國製憲者們制定“外國薪酬條款”的意圖是雙重的：一方面是防止貴族社會在美國的形成；另一方面則是保護共和政體不受其他政府影響。在《聯邦黨人文集第22期》中，亞歷山大·漢彌爾頓表示，“在共和政體的眾多優勢中，有一個弱點，那就是太容易受腐敗外國的影響”。因此，為了應對這種“外國腐敗”，參與製憲會議的代表們對這一條款的措辭是，任何試圖通過以禮物或頭銜來影響州及市政策的企圖都將成為眾矢之的。
外國薪酬條款在其他方面也是《美國憲法》裡獨一無二的。首先，它是一個“否定”條款，其目的在於限制立法通過某種特定目的。這種限制是不尋常的，因為《美國憲法》在歷史上一直被解釋為反映特定的權力來源，即這些權力來源皆是由美國各州以主權身份所放棄的。 此外，該條款的全文還是一個沒有肯定反語的否定從句。一個常見的例子就是“商務條款”與“休眠商務條款”兩者所施加的限制是相對應的。但是在外國薪酬條款內，並不存在明示或暗示的積極授權以作為對該條款所施加限制的平衡。因此，支持通過“權利法案”的反聯邦主義者引用了這一條款。理查德·亨利·李警告說，根據公認的法定解釋原則，這種區分是危險的。如果任其發展，那將不可避免地“賦予國會許多未界定的一般權力”。
那為什麼要通過一個否定條款來限制國會所無權做的事情呢？那麼這個條款將明示或暗示其沒有意義；如果被忽略，那麼意味著國會將擁有這樣的權力：或依據憲法中一般性詞語解釋為其原則，或擁有許多未被界定的一般權力。據說這在聯盟裡是非常被謹慎引用到憲法裡。即使是警告性條款也至少暗示了它是否必要的懷疑； 如果在這種情況下是這樣，顯然在所有類似的情況下也是一樣的。
根據他的說法，這個條款僅僅是旨在保護流行傳統，“事實似乎是，組建聯邦和公約的人們……沒有將問題留給一般原則和邏輯推理來解決，而是三言兩語就闡述明白，使得閱讀的人看了就知道”。 因此，有人爭辯說需要一項權利法案來限制聯邦權力的擴張。

## 外國薪酬
禁止官員接受禮物或報酬從本質上來說是一項防止外國勢力影響的反賄賂規定。 在弗吉尼亞批准大會上，製憲會議代表愛德蒙·藍道夫認為本條款是“防止總統從外國強權勢力手中獲取酬金風險的關鍵條款”。
美國司法部法律顧問辦公室認為：
薪酬條款的語言既籠統又不合格。詳見1970年出版的《美國審計總長報告》第49卷第819頁至821頁內容（“（該條款的）起草者希望該禁令具有盡可能廣泛的範圍和適用性”）。除非國會同意，否則它禁止那些在美國擁有利益或信託職位的人接受來自“任何……外國”的“任何形式的禮物、薪酬、職位或頭銜”。美國憲法第一條第9節第8款（強調），……是否符合該條款的絕對禁止或任何有附加苛刻條件的有限制例外同意，都需要在文本上經過美國國會的批准；國會可以決定同意接受本條款所禁止的職位及薪酬。
“報酬”一詞具有非常廣泛的含義。在美國建國初期，“報酬”涵蓋了任何種類的“利潤”、“利益”或“優勢”。 由於憲法禁令具有“徹底和無條件”性質，並且鑒於理查·尼克森總統任期後美國社會對利益衝突有更深的了解，繼任的美國總統們為了完全消除任何可能由利益衝突所帶來的風險而選擇將他們的資產託管於保密信託。 但正如法律顧問辦公室所提議的那樣，如果“利益或信託機構”所有人，例如總統， 從他擁有股份的合夥企業或其他實體所收取的資金，而資金金額與“外國政府所支付給（該實體）金額存在關係”，則這是一種違憲行為。 因為這樣的設置會使得該實體在“實際上成為該政府的渠道”，所以該政府的官員可能會通過該渠道“受到外國政府的不當影響和腐蝕”。 美國國防部也明確表示“同樣的理由也適用於有限責任公司的經銷行為”。

### 針對美國總統

#### 傳統做法
經常有外國向美國總統贈送禮物。在任職總統期間，喬治·華盛頓曾經從拉法耶特侯爵收到一副有關巴士底獄的油畫及鑰匙，而贈送的理由是“我（拉法耶特侯爵）作為兒子對養父的敬意”。 而在離任後，華盛頓還將一副路易十四的畫帶回了維農山莊；這是他從一名法國外交官手中獲得的禮物，而這位外交官曾在美國獨立戰爭時期擔任華盛頓的助手。 但是關於華盛頓總統的動機以及他是否認為外國薪酬條款適用於其他收到的任何一件禮物，我們都不得而知。
喬治·華盛頓之後的美國總統們在傳統上都尋求獲得美國國會的同意以保留其從外國手中收到的禮物。根據傳統做法，如未經美國國會許可，總統只能將禮物保存於美國國務院。例如：安德魯·傑克森總統曾尋求獲得國會許可而保留其從西蒙·玻利瓦爾手中獲得的金牌；由於該請求被國會拒絕，傑克森總統只得將獎牌存放於國務院。 馬丁·范佈倫總統與約翰·泰勒總統都曾從阿曼蘇丹手裡獲得過禮物，但他們都獲得了美國國會許可，或將禮物轉交給美國聯邦政府；或將禮物拍賣之後所得交由美國財政部。

#### 特朗普政府
美國政治家兼福坦莫大學法學副教授柴菲爾·蒂奇認為，唐納德·特朗普總統因其廣泛的商業和房地產交易，特別是與其他國家政府機關的交易可能觸犯該條款； 但是，愛爾蘭梅努斯大學的愛爾蘭籍法學講師塞思·巴雷特·蒂爾曼（Seth Barrett Tillman）卻寫道，根據他對喬治·華盛頓總統執政期間的幾次可能例外情況的分析，該條款的限制可能不適用於總統。蒂爾曼還寫道，“為了避免真正和認知上的倫理衝突，特朗普應該將他的利益置於他的個人控制之外（例如：交由獨立管理的秘密信託）。這樣做是明智的，也是符合美國最佳的政治傳統與實踐。”
在中國於2017年3月臨時授予38個特朗普商標後，民主黨參議員抗議特朗普在未經美國國會的授權下而接受了這些商標。 2017年2月、2018年12月，据政客、华盛顿邮报等媒体的先后报道，沙烏地阿拉伯通過特朗普的商業機構（例如他的酒店）向特朗普間接輸送資金，這有可能違反了外國薪酬條款。
包括前白宮律師諾姆·艾森和理查德·潘特在內的華盛頓公民責任與道德組織對特朗普提起訴訟，指控起違反了外國薪酬條款； 這其中就包括接受中國贈予的商標。 而在另一項訴訟——布魯門薩訴特朗普案中，哥倫比亞特區聯邦上訴法院以出庭權為由駁回上訴。 而此外的另外的兩起訴訟，華盛頓公民責任與道德組織訴特朗普案與哥倫比亞特區與馬里蘭州訴特朗普案也在2021年1月25日被美國最高法院裁定以特朗普不再任職而訴由消失為由結案，並撤銷了下級法院對特朗普的不利判決。至此，法院的裁決有效地解決了所有唐納德·特朗普涉及外國薪酬條款的訴訟。

### 針對退伍美軍
按照美國審計總長與美國司法部法律顧問辦公室對“外國薪酬條款”的解釋，任何美軍退伍軍人在未經美國國會許可下，不得接受由外國政府提供的就業職位、咨詢費、禮物、差旅費、酬金或工資等；但該解釋並未實際在法庭庭審中接受過質詢。而根據《美國法典》第37卷的規定，退伍軍人在獲得外國政府報酬前需要得到美國國務卿和美軍相關部門長官的批准。 有退休軍官通過退休軍官協會表達了自己的擔憂，他認為僅僅將該條款適用於他們而不包括退休公務員是不公平的，因此這是違憲的。
1942年，美國國會授權美軍在第二次世界大戰期間及戰後一年內接受來自同盟國所提供的任何“軍功章、勛章、獎章及徽章”。 但是值得注意的是，德懷特·大衛·艾森豪威爾將軍在納粹德國垮臺之後根據該項授權接受了許多頭銜與獎項，這其中就包括丹麥最高級別的騎士勛章——大象勛章。
美國國會也事先同意美國聯邦政府官員及美軍軍事人員從外國政府接受各種禮物，但是需要相應的條件約束，例如：《外國禮物及軍功章法案》 及《相互教育與文化交流法案》第108A條（即1961年富佈賴特－海耶斯法案）等。根據這些法規，許多外國勛章被授予給美國的軍事及文職人員，例如在越南戰爭及海灣戰爭期間所授予的外交服務獎章。奧巴馬總統和特朗普總統都曾從沙烏地阿拉伯獲得過阿卜杜勒阿齊茲國王勛章，這是一種經常授予給外國元首的勛章。
《紐約時報》報道，根據兩名美國國防部官員的說法，美國陸軍正在調查麥可·佛林在擔任政府官員期間是否“在2015年前往莫斯科的旅行中接受了來自俄羅斯政府的財物”。 根據該官員的說法，沒有記錄表明佛林已經按照“外國薪酬條款”的要求“提交了旅行所需的文書工作”。

## 貴族頭銜
頭銜問題對於美國革命者和憲法制定者來說是個重要議題。有些人認為貴族頭像在平等與公正的社會裡沒有存在價值，因為它會影響人們的判斷。湯瑪斯·潘恩在對一般貴族的評論中寫道：
尊崇和響亮的名稱對於不同的旁觀者有不同的影響。‘星輝’和‘我主’之類的稱號使迷信的庸俗者感到敬畏而讓他們不敢探究擁有者的品格：更何況，他們似乎著迷於欣賞偉大的惡習；並他們會誠實地譴責自己。這種對常識的犧牲是區分奴隸與自由人的特定標誌；因為當人們放棄思考的特權時，自由的最後餘輝就會消失在地平線上。
潘恩覺得，頭銜給頭銜擁有者鍍上了一層光輝，從而使得人們看不到一個人的真實品德。許多美國人也將頭銜與他們在大英帝國所經歷的腐敗聯繫起來； 但也有一些人，如本傑明·富蘭克林對於頭銜的看法沒有那麼消極。富蘭克林認為，如果頭銜是漸進的，也就是它是通過持有者經過一生的努力而獲得的，那麼它是好的，因為它同時也鼓勵了頭銜持有者的後代渴望獲得同樣或更大的頭銜；但是他也評論道，如果頭銜是遞減的，也就是說這個頭銜是上一代持有者傳給後代的，那麼它是：
毫無根據和荒謬，但往往傷害後人，因為這容易使他們驕傲，不屑於被人用於有用的技藝上，從而陷入貧困，以及隨之而來的所有卑鄙、奴性和可悲； 這就是目前歐洲所謂的貴族的情況。

### 總統頭銜
美國參議院首先要處理的議題之一就是美國總統的頭銜問題。時任美國副總統的約翰·亞當斯呼籲參議員們注意到這一緊迫問題。大多數參議員不願意類似於歐洲君主那樣稱呼美國總統，而亞當斯則向他們推薦了稱謂——“美國總統殿下，自由捍衛者”，這樣的稱謂非常近似於稱呼英國君主的“蒙上帝恩典，大不列顛、法國和愛爾蘭國王，信仰捍衛者，漢諾威選帝侯，佈倫瑞克公爵”或法國君主的“蒙上帝恩典，法蘭西和納瓦拉最具基督精神的國王”。而一些參議員則喜歡“民選陛下”或“閣下”的稱呼（後者將成為未來合眾國當選總統的標準稱謂）。時任聯邦參議員的詹姆斯·麥迪遜則宣稱歐洲式的頭銜不適用於“人民的天才”和“我們政府的性質”。而喬治·華盛頓對於這個話題感到非常尷尬，因此參議員們放棄了繼續討論。從那時起總統就被簡單稱呼為“美國總統”或“總統先生”；這從而使得在美國與歐洲之間產生了明顯的習俗區別。
根據禮節規則，總統、總統、副總統、國會兩院議員、各州州長、州議會議員和市長都被授予“尊貴的”稱號。
而在國際上，根據民選國家元首的稱謂習慣，美國總統也被稱為“閣下”。

### 貴族頭銜修正案
1810年，馬里蘭州的民主共和黨參議員菲利普·里德提出了一項憲法修正案來擴大該條款對貴族頭像的禁止力度。 根據該修正案的內容，任何從外國政府索要、主動或被動接受以及保留貴族頭銜的美國公民將被剝奪公民身份。該修正案分別於1810年4月27日在美國參議院以“19:5”以及1810年5月1日在美國眾議院以“87:3”都獲得通過後， 這項題為“第十三條款”的修正案被送至各州的州立法機關等待批准。在1812年和1816年期間，該條款距離成為《美國憲法》的有效條款都只差兩個州的批准。 由於美國國會並未就該修正案的生效設立時間限制，因此從技術上來說，該修正案仍處於等待美國各州的批准中。目前，該修正案如需獲得通過則還需獲得另外26個州的批准。

## 延伸閱讀
- Amandeep Grewal.  (PDF). Minnesota Law Review. 2017, 102: 639–693  [2021-09-04]. SSRN 2902391 . （原始内容存档 (PDF)于2021-09-04）.

- Zephyr Teachout. . Northwestern University Law Review Colloquy. 2012, 107: 30–54  [2021-09-04]. SSRN 2081879 . （原始内容存档于2021-09-04）.